# مجتبی میرطهماسب
مجتبی میرطهماسب (زادهٔ ۱۸ خرداد ۱۳۵۰ در کرمان) مستندساز، فیلمساز و صدابردار فیلم ایرانی است.
او فارغ‌التحصیل رشته کارشناسی صنایع دستی در سال ۱۳۷۴ از دانشگاه هنر است. شروع فعالیت‌های سینمایی از سال ۱۳۶۹ با صدابرداری فیلم و مستندسازی فیلم‌های: مستند کوتاه «نشان» از مجموعه کودکان سرزمین ایران ۱۶ م. م در سال ۱۳۷۵، ساخت هشت قسمت از مجموعه مستند «داستان‌های هند» در سال ۱۳۷۵ و ۱۳۷۶ به نام‌های: «پدرم قلمکار بود»، «مینا»، «آب و آئینه»، «کاشی وان یکاد»، «حسنبدو»، «بوی گل محمدی»، «تپه»، «ماهی مسی»، ساخت سه ویدئو کلیپ برای گروه تلویزیونی سپاه در سال ۱۳۷۶ به نام‌های: «قصه خرمی شهر»، «مام وطن»، «ستاره‌ها» صدابرداری: «بازی بزرگان» (دستیار)، سلام سینما (دستیار)، گبه (صدابردار) و چندین فیلم مستند کوتاه و بلند.
مجتبی میرطهماسب در مستند این یک فیلم نیست با جعفر پناهی همکاری داشته‌است.

## بازداشت
مجتبی میرطهماسب به همراه چند مستندساز توسط نیروهای حکومتی بازداشت شدند؛ برخی مقامات حکومتی ایران، این مستندسازان را به خاطر پخش آثارشان از تلویزیون بی‌بی‌سی، به ارتباط با شبکه‌های جاسوسی و اقدام علیه مصالح کشور متهم کردند. در مقابل، بی‌بی‌سی اعلام کرد که آثار این افراد در جشنواره‌ها و سایر رویدادهای بین‌المللی به نمایش درآمده و بی‌بی‌سی فارسی نیز به شیوه رایج برای پخش در یک برنامه خاص فیلم‌های مستند، حق پخش این فیلم‌ها را خریداری کرده‌است. بی‌بی‌سی تأکید داشته‌است که این افراد مستندسازان مستقل بوده‌اند و بی‌بی‌سی آنان را در استخدام ندارد و آثاری که به نمایش درآمد به سفارش بی‌بی‌سی ساخته نشده‌است.

## جوایز و نامزدی‌ها
- جایزهٔ ویژهٔ هیئت داوران بخش مستند سی و دومین جشنواره فیلم فجر